# Komunikace zvířat
Komunikace zvířat zahrnuje všechny způsoby, jak si mohou zvířata vyměňovat informace (v angličtině jsou na opačných koncích komunikačního kanálu odesílatel sender a příjemce receiver). Zvířecí komunikace je rychle rozvíjená oblast studia a hraje důležitou roli v oborech jako je etologie, sociobiologie, neurobiologie a teorie poznávání. Do dnešních dnů hledají teoretici biologie způsob, jak popisovat zvířecí emoce, učení a sexuální chování a přírodní systémy skrývají ještě mnoho otazníků.
Informace směrované od odesílatele k příjemci sloužící k nějakému ovlivnění chování příjemce se označují jako "signál". Signalizační teorie předpokládá, že pro udržení signálu v populaci by měl mít užitek ze signálu jak příjemce, tak odesílatel. Společně tak prochází koevolucí.

## Způsoby

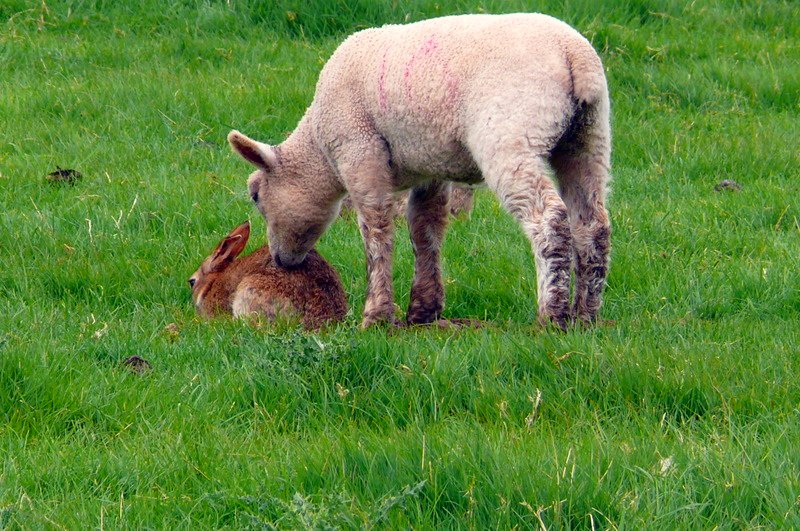
Ovce zkoumající zajíce

### Vizuální
- Gesta: Nejznámějším příkladem komunikace mezi zvířaty je prezentace určitých postojů a pohybů. Zajímavým příkladem jsou námluvní rituály u mnohých ptáků – samičky díky nim získávají značné množství informací o samečkově genetickém původu a bylo zjištěno, že některá zvířata dokonce mají "geneticky smluvené" komplexní soustavy znamení, která musí korespondovat, aby nedošlo k hybridizaci. Kupříkladu racek stříbřitý svůj pestře zbarvený zobák při donášení jídla sklání před samičkou. Jakmile může samice vidět vzor na jeho vrchní straně, začne žebrat o jídlo, což zase samce přinutí potravu vyvrhnout. Celý signál využívá distinktivního morfologického znaku (červeně tečkovaného zobáku) a distinktivního pohybu (sklánění se k zemi). Gesta byla pozorována na mnohých zvířatech,[3] podle etologa Frans de Waala jsou však opice a lidé (primáti) unikátní v jejich schopnosti gesta záměrně (pomocí racionálního myšlení) ovládat. Teorie o tom, že jazyk vznikl z gest, testoval na šimpanzech bonobo a šimpanzech učenlivých.
- Mimika: To, že jsou jisté znaky mimické komunikace dědičné, ukazují i výzkumy o omezeném počtu emocí u zvířat. U myší bylo například pozorováno pět gest pro bolest: kruhové zužování, vyboulení čenichu a tváří a změny v postavení uší a srsti.[4]
- Oční komunikace: Koordinace zvířat je mnohdy zajištěna vzájemným sledováním orientace hlavy a očí. Mezi antropology je již dlouho známo, že oční komunikace je velmi důležitá složka komunikace a byla provedena řada studií, nakolik dokáží jiná zvířata rozpoznávat obličeje a nakolik jim věnují pozornost. Rozeznávání obličeje je u mnohých savců zajištěno specializovanými částmi mozku, u sociálních zvířat je totiž klíčové pro budování hierarchie. Zejména člověkem domestikované druhy (ovce, psi, ale také drozdec mnohohlasý) jsou pak úspěšné i v rozpoznávání lidských obličejů[5] a ve správném čtení emocí z tváře.[6] Byly provedeny také experimenty, kde byli psi postaveni před dva kelímky a experimentátor před jejich zraky do jednoho z nich schoval kostku cukru. Následně byl tajně kelímek prohozen. Když byl pes vyslán do místnosti, kde experimentátor ukazoval na kelímek s odměnou, musel se rozhodnout, zdali bude spíše věřit člověku, nebo vlastní zkušenosti. Zatímco psi se vydali, kam experimentátor ukázal, vlci šli za kelímkem, do něhož viděli schovávat kostku cukru. Psi včetně několikatýdenních štěňat a šimpanzi byli schopni pochopit lidskou zprávu kromě jiného z očního kontaktu. Tento experiment naznačuje, že domestikace umožnila u psů vývoj rozpoznávání lidských gest a že gesta, která sdílejí lidé, jsou vrozeným znakem, který sdílíme i s šimpanzi.[7]
- Změna barvy: Komunikaci pomocí barvy pokožky je možno rozdělit do dvou kategorií: morfologická změna barvy, ve které barva živočicha závisí na jeho stádiu vývoje, pohlaví, či druhové příslušnosti, a fyziologická změna barvy, ve které kožní pigmenty účelně odpovídají náladě, společenskému kontextu či teplotě. Fyziologická změna barvy byla vyvinuta mnohokrát nezávisle na sobě. Někteří hlavonožci jako chobotnice či sépie mají pro tento účel vyhrazené specializované buňky (chromatofory), díky nimž mohou měnit svou barvu, průhlednost a odrazivost.[8] Splynutí s prostředím může pomoci jak lovci (anakondy), tak kořisti (bílé tečky daňků evropských simulují sluneční skvrny v lese) a pestré barevné změny doprovází i námluvní rituály (chameleoní samci mění barvu, jsou-li vzrušeni samičkou).[9] Jiný příklad využití může být pozorován na srsti samice paviánů Anubi, která se v době ovulace zbarví do světle růžové, čímž podává samci informaci o tom, je-li připravena na páření.[10] U lidí získalo komunikační účel červenání v obličeji. O tom, že tuto výlučně lidskou schopnost máme uloženou v genech, píše již Charles Darwin a všímá si, že se objevuje u všech světových národů i u slepců.[11]
- Bioluminescence: Komunikace produkcí světla je obvyklá napříč obratlými i bezobratlými, zejména ve větších oceánských hloubkách (např. ďasové), na zemi to jsou pak výjimečně například světlušky či Phengodidae (glow worms). Někdy žije organismus v symbióze s bioluminiscenční bakterií.

### Zvukové

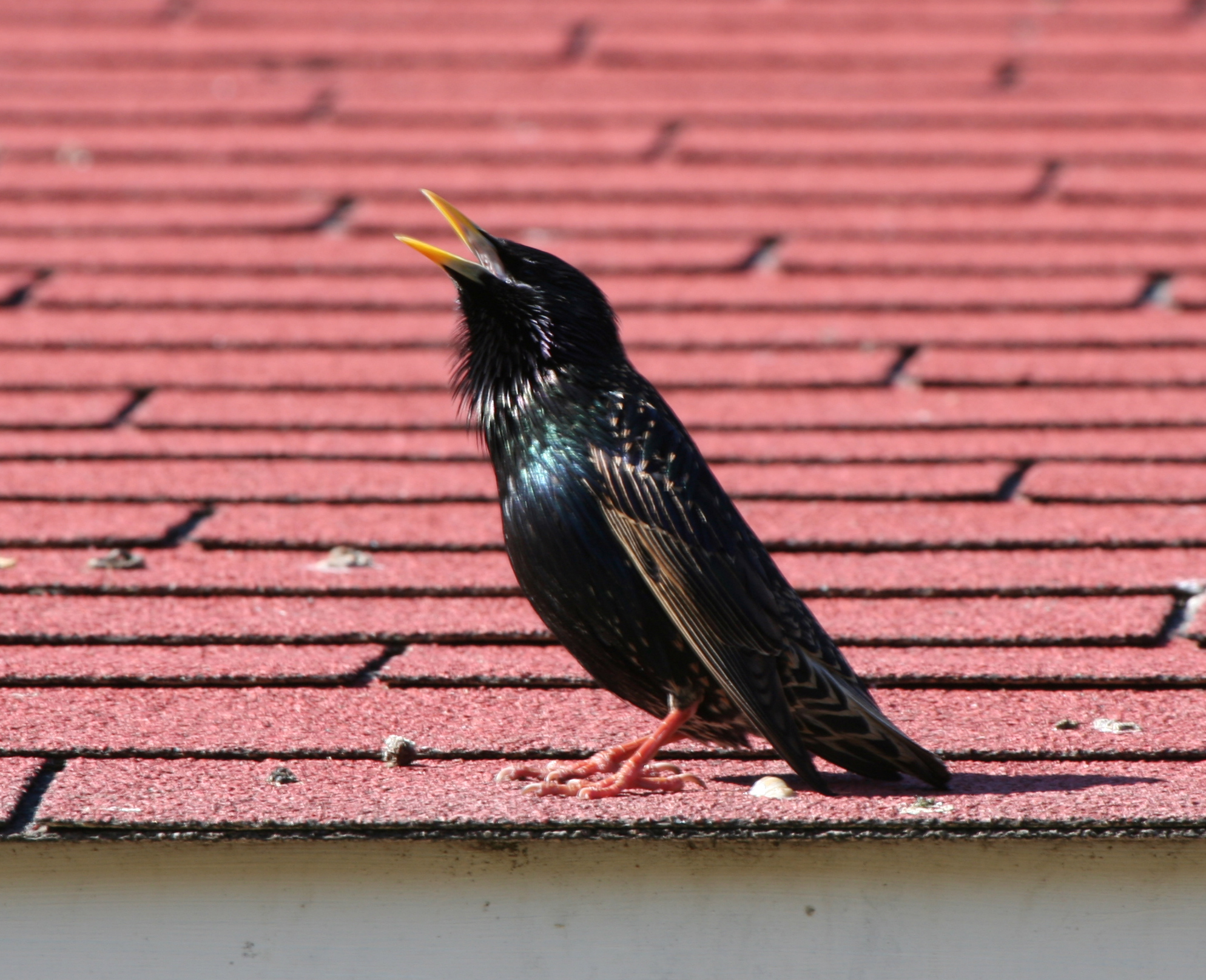
Zpěvy ptáků mohou sloužit jako výstražné varování či pro snazší shledání dvou ptáků, delší a komplexnější zpěvy jsou pak používány při námluvách.

Mnoho zvířat komunikuje skrze vokalizované zvuky. Vokální komunikace je esenciální pro mnoho synchronizovaných úkonů, jako jsou námluvní rituály, varovná volání, navigace ke zdrojům potravy a sociální učení. Často slouží zvukové signály k odstrašení predátora nebo samce, který se pokouší o přízeň téže samice, to je případ například kaloňů křivohlavých, jelenů lesních, keporkaků, rypoušů sloních a zpěvních. Například u velryb byla také pozorovaná rozmanitost signálů v závislosti na regionu (tzv. dialektů). Mezi další významy patří například vymezení teritoria u gibonů či volání netopýrů v různých frekvencích pro rozpoznání vlastní skupiny.
Například u člověka vedla evoluce hlasového systému nejen k rozvoji hlasového ústrojí a částí mozku zodpovědných za ovládání komplikovaných koordinací pohybů příslušných orgánů, ale také k vývoji čelních laloků zadního mozku sloužících k tvorbě mentální reprezentace. U kočkodana červenozeleného se zase v průběhu evoluce navázalo na výstražné volání několik dalších možností komunikace. Pokud hrozí nebezpečí od krajt, kočkodani na výstražné znamení reagují vyšplháním na strom, pokud se přibližuje orel, kočkodani začnou hledat skrýš u země. Podobně využívají komplexních signálů například i psouni. Podle etologa Cona Slobodchikoffa jejich vytí nese informaci i o rychlosti a velikosti predátora, který se blíží.
Ne všechna zvířata však pro vytváření zvuku používají vokalizované zvuky. Mnoho členovců tře své specializované orgány, aby přilákali samice nebo pro výstrahu. Jiným příkladem je plynový měchýř u ryb, bubnování na hruď u goril, nebo špička ocasu u chřestýše.

### Čichové
Přesto, že chemická komunikace je nejstarší způsob komunikace, je jednou z forem komunikace, které dosud dobře nerozumíme vzhledem k tomu, že "šum" přírody a velká diverzita chemikálií v prostředí značně ztěžuje už tak obtížný způsob analýzy chemické látky. Primární funkcí orgánů pro chemickou recepci je odhalit zdroje (tj. potravu) a vyvinuly si ji už první jednobuněčné organismy.

### Využívání elektromagnetického pole
Vzácnou cestou dorozumívání je elektrokomunikace. Využívají ji především vodní živočichové, ačkoliv i někteří suchozemští savci, zejména ptakopysk a ježurovití, jsou schopni elektrorecepce a tedy teoreticky i elektrokomunikace.
Slabě elektrické ryby jsou příkladem elektrokomunikace svázané s aktivní smyslovou elektrolokací. Rozdíly v průběhu napětí a frekvence vlnění mohou zprostředkovat informace o druhu, pohlaví i k rozlišení konkrétního jedince.

### Dotek
Související informace na stránce Mechanoreceptory
Dotek bývá důležitým faktorem především v sociálních interakcích, při bojích o samičky či námluvních rituálech. V obou příkladech se intenzita využívání orgánu zvyšuje při eskalování interakce. V boji může samec pomocí fyzické interakce vyzvat svého oponenta či následně projevit submisivní gesto. Savci pomocí vzájemného groomingu (vybírání hmyzu ze srsti) či hlazení také vybízejí opačné pohlaví k páření. Tyto úkony jim umožňují přístup k chemickým signálům potenciálního partnera, které mohou často nést informace o jeho genetické výbavě, zdravotním stavu, či původu, ale slouží také ke vzájemnému sbližování partnerů. Během páření savci často používají stimuly doteky, aby zkoordinovali své pozice a stimulovali genitálie.
Dotek je také široce užívaný způsob komunikace při přijímání členů do skupiny. 

### Seismické
Seismická komunikace je výměna informací pomocí vibrací skrze půdu, vodu, pavučiny, kořeny rostlin či stéblo trávy. Výhodou takové komunikace je nezávislost na denní době, hluku a přítomnosti predátorů. Mezi některé z druhů, které tento způsob komunikace využívají, patří žáby, klokani, rypoši, krtci, krysy, včely, a nematody. Vibrace jsou často spojeny s dalšími komunikačními kanály.

### Autokomunikace
Pro zvíře je občas užitečně komunikovat "samo se sebou". Pokud si své prostředí dobře označkuje, může z něho později čerpat informace o potravinových zdrojích a přítomnosti predátorů či příslušníků stejného druhu. Protože odesílatel a příjemce jsou stejné zvíře, selekční tlak maximalizuje signál účinnosti, tj. stupeň, do kterého je vyslaný signál správně identifikován přijímačem i přes zkreslení a šum prostředí. Autokomunikace může být rozdělena do dvou hlavních systémů. První je aktivní elektrolokace, kterou lze nalézt v elektrických rybách nahohřbetých (Gymnotiformes) a rypounovitých (Mormyridae) či ptakopyscích (Ornithorhynchus anatinus). Druhá forma autokomuniukace je echolokace typická pro netopýry a ozubené.

### Termální
Schopnost vnímat infračervené tepelné záření se vyvinula nezávisle v různých čeledích hadů. V podstatě to umožňuje těmto plazům "vidět" sálavé teplo na vlnových délkách mezi 5 a 30 µm na takovou přesnost, že i slepý chřestýš dokáže zaměřit na zranitelné části těla kořisti.